# 奥山八郎
奥山 八郎（おくやま はちろう、旧名・奥八、1887年（明治20年）3月10日-1967年（昭和42年）10月1日）は、日本の弁護士。日本弁護士連合会（日弁連）会長、第二東京弁護士会（二弁）会長を歴任。在野法曹界の元老格だった。徳之島町名誉町民、奄美市名誉市民（旧・名瀬市名誉市民）。

## 経歴
鹿児島県にある徳之島の亀津（現・大島郡徳之島町）生まれ。亀津尋常高等小学校卒業（現・徳之島町立亀津小学校）。沖縄県にわたって学資をかせぎ、遭難のすえ宮崎県に漂着して鹿児島県本土経由で上京。東京で弁護士事務所の書生をしながら正則英語学校の夜学に通い、後にドイツ語教授の住み込み書生に転じて京華中学校 (旧制)卒業。1906年（明治39年）の旧制高等学校試験に合格。家庭教師をしながら第五高等学校第一部を1909年（明治42年）卒業。1914年（大正3年）東京帝国大学法科大学卒業。1916年（大正5年）東京地方裁判所司法官補任官となり、1917年（大正6年）地方裁判所判事となって水戸地方裁判所および東京地方裁判所に勤めるが、1920年（大正9年）に退官して弁護士となる。血盟団事件、五・一五事件 、東大教授グループ事件（第二次人民戦線事件）などの弁護を手掛ける。第二東京弁護士会において、1941年（昭和16年）に副会長、1942年（昭和18年）に会長となる。1951年（昭和26年）日本弁護士連合会会長に選出される。1965年（昭和40年）勲一等瑞宝章を受章。